# Craonne (tổng)
Tổng Craonne là một tổng ở tỉnh Aisne trong vùng Hauts-de-France.

## Địa lý
Tổng này được tổ chức xung quanh Craonne thuộc quận Laon. Độ cao thay đổi từ 44 m (Bourg-et-Comin) đến 212 m (Aubigny-en-Laonnois) với độ cao trung bình 108 m.

## Hành chính
| Giai đoạn | Ủy viên                   | Đảng | Tư cách  |
| --------- | ------------------------- | ---- | -------- |
| ...-1940  | Henri Rillart de Verneuil | FR   | Sénateur |

## Các đơn vị cấp dưới
Tổng Craonne gồm 34 xã với dân số là 5 156 người (điều tra năm 1999, dân số không tính trùng)
| Xã                         | Dân số | Mã bưu chính | Mã insee |
| -------------------------- | ------ | ------------ | -------- |
| Aizelles                   | 94     | 2820         | 02007    |
| Aubigny-en-Laonnois        | 114    | 2820         | 02033    |
| Beaurieux                  | 704    | 2160         | 02058    |
| Berrieux                   | 161    | 2820         | 02072    |
| Bouconville-Vauclair       | 161    | 2860         | 02102    |
| Bourg-et-Comin             | 678    | 2160         | 02106    |
| Braye-en-Laonnois          | 195    | 2000         | 02115    |
| Cerny-en-Laonnois          | 54     | 2860         | 02150    |
| Chamouille                 | 204    | 2860         | 02158    |
| Chermizy-Ailles            | 70     | 2860         | 02178    |
| Colligis-Crandelain        | 145    | 2860         | 02205    |
| Corbeny                    | 633    | 2820         | 02215    |
| Craonne                    | 67     | 2160         | 02234    |
| Craonnelle                 | 111    | 2160         | 02235    |
| Cuiry-lès-Chaudardes       | 42     | 2160         | 02250    |
| Cuissy-et-Geny             | 59     | 2160         | 02252    |
| Goudelancourt-lès-Berrieux | 74     | 2820         | 02349    |
| Jumigny                    | 68     | 2160         | 02396    |
| Lierval                    | 132    | 2860         | 02429    |
| Martigny-Courpierre        | 122    | 2860         | 02471    |
| Monthenault                | 106    | 2860         | 02508    |
| Moulins                    | 81     | 2160         | 02530    |
| Moussy-Verneuil            | 113    | 2160         | 02531    |
| Neuville-sur-Ailette       | 78     | 2860         | 02550    |
| Œuilly                     | 228    | 2160         | 02565    |
| Oulches-la-Vallée-Foulon   | 49     | 2160         | 02578    |
| Paissy                     | 69     | 2160         | 02582    |
| Pancy-Courtecon            | 52     | 2860         | 02583    |
| Pargnan                    | 39     | 2160         | 02588    |
| Sainte-Croix               | 124    | 2820         | 02675    |
| Saint-Thomas               | 66     | 2820         | 02696    |
| Trucy                      | 115    | 2860         | 02751    |
| Vassogne                   | 50     | 2160         | 02764    |
| Vendresse-Beaulne          | 98     | 2160         | 02778    |

## Biến động dân số
| 1962                                                     | 1968  | 1975  | 1982  | 1990  | 1999  |
| -------------------------------------------------------- | ----- | ----- | ----- | ----- | ----- |
| 4 435                                                    | 4 870 | 4 579 | 4 683 | 4 773 | 5 156 |
| Nombre retenu à partir de 1962 : dân số không tính trùng |       |       |       |       |       |